# Créditos de carbono
Créditos de carbono ou Redução Certificada de Emissões (RCE) são certificados emitidos para uma pessoa ou empresa que reduziu a sua emissão de gases do efeito estufa (GEE). Os valores que giram em torno dessa atividade econômica são 0,1% do mercado de títulos.  Quando um crédito de carbono é utilizado para compensar uma emissão, ele não pode ser reutilizado 
Por convenção, 1 tonelada de dióxido de carbono (CO2) corresponde a um crédito de carbono. Este crédito pode ser negociado no mercado internacional. A redução da emissão de outros gases, igualmente geradores do efeito estufa, também pode ser convertida em créditos de carbono, utilizando-se o conceito de Carbono Equivalente (Equivalência em dióxido de carbono).
Comprar créditos de carbono no mercado corresponde aproximadamente a comprar uma permissão para emitir gases do efeito estufa (GEE). O preço dessa permissão, negociado no mercado, deve ser necessariamente inferior ao da multa que o emissor deveria pagar ao poder público, por emitir GEE. Para o emissor, portanto, comprar créditos de carbono no mercado significa, na prática, obter um desconto sobre a multa devida.
Acordos internacionais como o Protocolo de Kyoto determinam uma cota máxima de GEE que os países desenvolvidos podem emitir. Os países, por sua vez, criam leis que restringem as emissões de GEE. Assim, aqueles países ou indústrias que não conseguem atingir as metas de reduções de emissões, tornam-se compradores de créditos de carbono.

### Porque o mercado de carbono é importante?
A importância dos créditos de carbono baseia-se nos problemas urgentes relacionados às mudanças climáticas. Em 2021, o Painel Intergovernamental sobre Mudanças Climáticas (IPCC, na sigla em inglês) demonstrou que as emissões de gases de efeito estufa continuam a aumentar, embora em um ritmo mais lento. Esse aumento contínuo na liberação desses gases representa um desafio para evitar que a temperatura média global exceda um aumento de 2°C até o final do século 21 .
De acordo com o Programa das Nações Unidas para o Desenvolvimento (PNUD), os países em desenvolvimento necessitariam de até 6 trilhões de dólares até 2030 para financiar menos da metade de suas metas climáticas. Esse valor sublinha a necessidade urgente de investimentos significativos para que esses países possam atingir seus objetivos de mitigação e adaptação às mudanças climáticas. A lacuna de financiamento torna desafiador o cumprimento dos compromissos climáticos assumidos, colocando em evidência a importância de apoio internacional e mecanismos de financiamento que possibilitem o acesso a recursos para uma transição sustentável e de baixo carbono. Além disso, o mercado de carbono mobiliza recursos financeiros para países em desenvolvimento, possibilitando que esses recursos sejam investidos em energia limpa e projetos de adaptação climática. Dessa forma, ele não apenas promove a redução de emissões globalmente, mas também facilita a transferência de tecnologia e o desenvolvimento econômico em regiões que possuem menos recursos para enfrentar os desafios climáticos. Isso pode ser fundamental para alcançar as metas globais do Acordo de Paris, que visa limitar o aumento da temperatura global a 1,5°C ou 2°C acima dos níveis pré-industriais.

## O mercado de carbono e o Protocolo de Kyoto
A preocupação com o meio ambiente levou os países da Organização das Nações Unidas a assinarem um acordo que estipulasse controle sobre as intervenções humanas no clima. Este acordo nasceu em dezembro de 1997 com a assinatura do Protocolo de Kyoto. Desta forma, o Protocolo de Kyoto determina que países desenvolvidos signatários, reduzam suas emissões de gases de efeito estufa em 5,2%, em média, relativas ao ano de 1990, entre 2008 e 2012. Esse período é também conhecido como primeiro período de compromisso. Para não comprometer as economias desses países, o protocolo estabeleceu que parte desta redução pode ser feita através de negociação com nações através dos mecanismos de flexibilização.
Um dos mecanismos de flexibilização é o Mecanismo de Desenvolvimento Limpo (MDL). O crédito de carbono do MDL é denominado Redução Certificada de Emissão (RCE) - ou em inglês, Certified Emission Reductions (CER).
Uma RCE corresponde a uma tonelada de dióxido de carbono equivalente.

## O mercado da União Europeia
Os países da União Europeia fizeram um acordo para diminuir emissões de GEE no período entre 2002 e 2007, ou seja, além da diminuição de emissões de GEE entre 2008 e 2012 do Protocolo de Kyoto, esses países desenvolveram outras metas para o período anterior ao Protocolo de Kyoto. O Mercado resultante tem o nome de Regime Comunitário de Licenças de Emissão da União Europeia.
As permissões de emissões das diferentes indústrias podem ser negociadas entre elas. Créditos obtidos a partir de projetos de Mecanismo de Desenvolvimento Limpo (MDL) também podem ser usados para diminuir partes das emissões.

## Tipos de mercados de carbono
Existem, de forma geral, dois tipos de mercado de carbono: o mercado de carbono de conformidade e o mercado de carbono voluntário, como será discutido a seguir:

### Os mercados voluntários
O suprimento dos mercados de carbono voluntários vem principalmente de empresas privadas que desenvolvem projetos relacionados ou de governos que implementam programas certificados por padrões de carbono que geram reduções ou remoções de emissões .
Grupos e setores que não precisam diminuir suas emissões de acordo com o Protocolo de Kyoto, ou empresas localizadas em países não signatários do Protocolo de Kyoto, tem a alternativa de comercializar reduções de emissões nos chamados mercados voluntários.
Os Mercados Voluntários, entretanto, não valem como redução de metas para os países signatários do Protocolo de Kyoto, sendo uma forma menos burocrática de negociação dos créditos de carbono, possibilitando a entrada de projetos com estruturas não reconhecidas pelo mercado regulamentado.
Um exemplo de mercado voluntário é o Chicago Climate Exchange (Bolsa do Clima de Chicago).

## O fundo voluntário
O Fundo Voluntário, fora do mercado convencional e voluntário, não utiliza créditos de carbono, mas é uma forma diversa de financiar projetos na redução de emissões e sequestro de carbono. Os principais Fundos são o Forest Carbon Partnership Facility, do Banco Mundial e o Fundo Amazônia(.

## GEE e os créditos de carbono
Uma tonelada de CO2 equivalente corresponde a um crédito de carbono.
O CO2 equivalente é o resultado da multiplicação das toneladas emitidas do GEE pelo seu potencial de aquecimento global. O potencial de aquecimento global do CO2 foi estipulado como 1. O potencial de aquecimento global do gás metano é 21 vezes maior do que o potencial do CO2, portanto o CO2 equivalente do metano é igual a 21. Portanto, uma tonelada de metano reduzida corresponde a 21 créditos de carbono.
Potencial de aquecimento global dos GEE:
- CO2 - Dióxido de Carbono = 1
- CH4 - Metano = 21
- N2O - Óxido nitroso = 310
- HFCs - Hidrofluorcarbonetos = 140 ~ 11700
- PFCs - Perfluorcarbonetos  = 6500 ~ 9200
- SF6 - Hexafluoreto de enxofre = 23900

## Contraponto
Algumas correntes defendem a ideia de que os créditos de carbono acabam favorecendo mais ao mercado do que ao ambiente, e outras defendem a ideia de que os mesmos são certificados que autorizam aos países desenvolvidos o direito de poluir. No entanto, cada país tem uma cota máxima de créditos de carbono que pode comprar para cumprir as metas do Protocolo de Kyoto; portanto, o assim chamado "direito de poluir" é limitado.
Para o crédito de carbono as tecnologias reclamadas, pelas nações interessadas, devem passar por uma análise em nível universitário para que fique provado (matematicamente) o que foi ou não lançado na atmosfera.

## Observações
Definição de Créditos de Carbono e das condições para que uma diminuição das emissões ou aumento no sequestro de carbono sejam convertidos em Créditos de Carbono, ou seja em produto de base: conferir Artigo 12.º do Protocolo de Kyoto à Convenção Quadro das Nações Unidas sobre Mudanças no Clima.
O Artigo 12.º, institui o Mecanismo de Desenvolvimento Limpo. O parágrafo 5.º define que "As reduções de emissões resultantes de cada atividade de projeto devem ser certificadas por entidades operacionais a serem designadas pela Conferência das Partes na qualidade de reunião das Partes deste Protocolo, com base em:
- a)participação voluntária aprovada por cada Parte envolvida;
- b)benefícios reais, mensuráveis e de longo prazo relacionados com a mitigação da mudança do clima, e
- c)reduções de emissões que sejam adicionais as que ocorreriam na ausência da atividade certificada de projeto.